# Robin Haase
Robin Haase (ur. 6 kwietnia 1987 w Hadze) – holenderski tenisista, reprezentant w Pucharze Davisa, olimpijczyk z Londynu (2012), Rio de Janeiro (2016) i Paryża (2024).

## Kariera tenisowa
W gronie profesjonalistów od 2005 roku.
Występując jako zawodowiec w grze pojedynczej Haase wygrywał turnieje z serii ATP Challenger Tour. Na początku sierpnia 2011 roku Holender wygrał rozgrywki rangi ATP World Tour w Kitzbühel. W pojedynku finałowym pokonał Alberta Montañésa. Rok później obronił tytuł, zwyciężając w finale z Philippem Kohlschreiberem. Ponadto Haase jest finalistą 3 turniejów ATP Tour.
W grze podwójnej największym osiągnięciem Haase jest awans w styczniu 2013 roku do finału wielkoszlemowego Australian Open po wyeliminowaniu w parze z Igorem Sijslingiem m.in. debla Marcel Granollers–Marc López. Finałowe spotkanie przegrali 3:6, 4:6 z bliźniakami Bobem i Mikiem Bryanami. Holender wygrał łącznie 9 tytułów deblowych i przegrał 15 finałów, wliczając w to finał Australian Open.
Od roku 2006 Haase reprezentuje Holandię w Pucharze Davisa. Do marca 2022 roku rozegrał 67 meczów – w singlu wygrał 32 pojedynki i 10 w grze podwójnej.
W 2012, 2016 i 2024 roku zagrał na igrzyskach olimpijskich. Odpadał w 1 rundzie zawodów singlowych i deblowych z turniejów w 2012 i 2016 roku. W deblu w obu edycjach startował wspólnie z Jean-Julienem Rojerem. W 2024 roku razem z Jean-Julienem Rojerem dotarł do 2 rundy gry podwójnej, natomiast w grze pojedynczaj przegrał w 1 rundzie.
Najwyżej w rankingu ATP singlistów zajmował 33. miejsce (30 lipca 2012), a rankingu deblistów na 29. pozycji (22 maja 2023).

### Finały w turniejach ATP Tour
| Legenda                                      |
| -------------------------------------------- |
| Wielki Szlem                                 |
| Igrzyska olimpijskie                         |
| Tennis Masters Cup / ATP Finals              |
| ATP Masters Series / ATP Tour Masters 1000   |
| ATP International Series Gold / ATP Tour 500 |
| ATP International Series / ATP Tour 250      |

#### Gra pojedyncza (2–3)
| Końcowy wynik | Nr | Data                 | Turniej   | Nawierzchnia  | Przeciwnik            | Wynik finału     |
| ------------- | -- | -------------------- | --------- | ------------- | --------------------- | ---------------- |
| Zwycięzca     | 1. | 6 sierpnia 2011      | Kitzbühel | Ceglana       | Albert Montañés       | 6:4, 4:6, 6:1    |
| Zwycięzca     | 2. | 28 lipca 2012        | Kitzbühel | Ceglana       | Philipp Kohlschreiber | 6:7(2), 6:3, 6:2 |
| Finalista     | 1. | 28 lipca 2013        | Gstaad    | Ceglana       | Michaił Jużny         | 3:6, 4:6         |
| Finalista     | 2. | 20 października 2013 | Wiedeń    | Twarda (hala) | Tommy Haas            | 3:6, 6:4, 4:6    |
| Finalista     | 3. | 24 lipca 2016        | Gstaad    | Ceglana       | Feliciano López       | 4:6, 5:7         |

#### Gra podwójna (9–15)
| Końcowy wynik | Nr  | Data             | Turniej         | Nawierzchnia  | Partner                 | Przeciwnicy                            | Wynik finału         |
| ------------- | --- | ---------------- | --------------- | ------------- | ----------------------- | -------------------------------------- | -------------------- |
| Finalista     | 1.  | 22 lipca 2007    | Amersfoort      | Ceglana       | Rogier Wassen           | Juan Pablo Brzezicki Juan Pablo Guzmán | 2:6, 0:6             |
| Finalista     | 2.  | 9 stycznia 2011  | Ćennaj          | Ceglana       | David Martin            | Mahesh Bhupathi Leander Paes           | 2:6, 7:6(3), 7–10    |
| Zwycięzca     | 1.  | 20 stycznia 2011 | Marsylia        | Twarda (hala) | Ken Skupski             | Julien Benneteau Jo-Wilfried Tsonga    | 6:3, 6:7(4), 13–11   |
| Finalista     | 3.  | 12 czerwca 2011  | Halle           | Trawiasta     | Milos Raonic            | Rohan Bopanna Aisam-ul-Haq Qureshi     | 6:7(8), 6:3, 9–11    |
| Finalista     | 4.  | 27 stycznia 2013 | Australian Open | Twarda        | Igor Sijsling           | Bob Bryan Mike Bryan                   | 3:6, 4:6             |
| Finalista     | 5.  | 18 maja 2014     | Rzym            | Ceglana       | Feliciano López         | Daniel Nestor Nenad Zimonjić           | 4:6, 6:7(2)          |
| Zwycięzca     | 2.  | 27 lipca 2014    | Gstaad          | Ceglana       | Andre Begemann          | Rameez Junaid Michal Mertiňák          | 6:3, 6:4             |
| Finalista     | 6.  | 8 sierpnia 2015  | Kitzbühel       | Ceglana       | Henri Kontinen          | Nicolás Almagro Carlos Berlocq         | 7:5, 3:6, 9–11       |
| Finalista     | 7.  | 26 lutego 2017   | Marsylia        | Twarda (hala) | Dominic Inglot          | Julien Benneteau Nicolas Mahut         | 4:6, 7:6(9), 5–10    |
| Zwycięzca     | 3.  | 6 stycznia 2018  | Pune            | Twarda        | Matwé Middelkoop        | Pierre-Hugues Herbert Gilles Simon     | 7:6(5), 7:6(5)       |
| Zwycięzca     | 4.  | 11 lutego 2018   | Sofia           | Twarda (hala) | Matwé Middelkoop        | Nikola Mektić Alexander Peya           | 5:7, 6:4, 10–4       |
| Zwycięzca     | 5.  | 21 lipca 2018    | Umag            | Ceglana       | Matwé Middelkoop        | Roman Jebavý Jiří Veselý               | 6:4, 6:4             |
| Finalista     | 8.  | 5 stycznia 2019  | Doha            | Twarda        | Matwé Middelkoop        | David Goffin Pierre-Hugues Herbert     | 7:5, 4:6, 4–10       |
| Finalista     | 9.  | 21 kwietnia 2019 | Monte Carlo     | Ceglana       | Wesley Koolhof          | Nikola Mektić Franko Škugor            | 7:6(3), 6:7(3), 9–11 |
| Zwycięzca     | 6.  | 21 lipca 2019    | Umag            | Ceglana       | Philipp Oswald          | Oliver Marach Jürgen Melzer            | 7:5, 6:7(2), 14–12   |
| Finalista     | 10. | 28 lipca 2019    | Hamburg         | Ceglana       | Wesley Koolhof          | Oliver Marach Jürgen Melzer            | 2:6, 6:7(3)          |
| Finalista     | 11. | 11 sierpnia 2019 | Montreal        | Twarda        | Wesley Koolhof          | Marcel Granollers Horacio Zeballos     | 5:7, 5:7             |
| Zwycięzca     | 7.  | 13 lutego 2022   | Rotterdam       | Twarda (hala) | Matwé Middelkoop        | Lloyd Harris Tim Pütz                  | 4:6, 7:6(5), 10–5    |
| Finalista     | 12. | 24 lipca 2022    | Gstaad          | Ceglana       | Philipp Oswald          | Tomislav Brkić Francisco Cabral        | 4:6, 4:6             |
| Zwycięzca     | 8.  | 12 lutego 2023   | Montpellier     | Twarda (hala) | Matwé Middelkoop        | Maxime Cressy Albano Olivetti          | 7:6(4), 4:6, 10–6    |
| Finalista     | 13. | 21 maja 2023     | Rzym            | Ceglana       | Botic van de Zandschulp | Hugo Nys Jan Zieliński                 | 5:7, 1:6             |
| Finalista     | 14. | 1 lipca 2023     | Santa Ponça     | Trawiasta     | Philipp Oswald          | Yuki Bhambri Lloyd Harris              | 3:6, 4:6             |
| Finalista     | 15. | 18 lutego 2024   | Rotterdam       | Twarda (hala) | Botic van de Zandschulp | Wesley Koolhof Nikola Mektić           | 3:6, 5:7             |
| Zwycięzca     | 9.  | 2 lutego 2025    | Montpellier     | Twarda (hala) | Botic van de Zandschulp | Tallon Griekspoor Bart Stevens         | 6:7(7), 6:3, 10–5    |

### Starty wielkoszlemowe (gra pojedyncza)
| Turniej          | 2007  | 2008  | 2009  | 2010  | 2011  | 2012  | 2013  | 2014  | 2015  | 2016  | 2017  | 2018  | 2019  | 2020  | 2021  | 2022  | 2023  | Wygrane turnieje | Bilans w turnieju |
| ---------------- | ----- | ----- | ----- | ----- | ----- | ----- | ----- | ----- | ----- | ----- | ----- | ----- | ----- | ----- | ----- | ----- | ----- | ---------------- | ----------------- |
| Australian Open  | –     | 2R    | –     | 1R    | 3R    | 1R    | 1R    | 1R    | 1R    | 1R    | 1R    | 1R    | 2R    | –     | 1R    | –     | –     | 0 / 12           | 4–12              |
| French Open      | –     | 1R    | –     | 1R    | 2R    | 2R    | 2R    | 2R    | 1R    | 1R    | 2R    | 1R    | 1R    | –     | –     | –     | –     | 0 / 11           | 5–11              |
| Wimbledon        | –     | 1R    | –     | 2R    | 3R    | 1R    | 1R    | 2R    | 2R    | 2R    | 1R    | 2R    | 2R    | NH    | –     | –     | –     | 0 / 11           | 8–11              |
| US Open          | 1R    | –     | –     | –     | 2R    | 1R    | 1R    | 1R    | 2R    | 1R    | 1R    | 2R    | 1R    | –     | –     | –     |       | 0 / 10           | 3–10              |
| Wygrane turnieje | 0 / 1 | 0 / 3 | 0 / 0 | 0 / 3 | 0 / 4 | 0 / 4 | 0 / 4 | 0 / 4 | 0 / 4 | 0 / 4 | 0 / 4 | 0 / 4 | 0 / 4 | 0 / 0 | 0 / 1 | 0 / 0 | 0 / 0 | 0 / 42           | N/A               |
| Bilans spotkań   | 0–1   | 1–3   | 0–0   | 1–3   | 6–4   | 1–4   | 1–4   | 2–4   | 2–4   | 1–4   | 1–4   | 2–4   | 2–4   | 0–0   | 0–1   | 0–0   | 0–0   | N/A              | 20–44             |